# 艾哈迈德·奥拉比
艾哈迈德·奥拉比（阿拉伯语：أحمد عرابي；1841年4月1日—1911年9月21日），又称艾哈迈德·阿拉比、奥拉比帕夏，是埃及军官、祖国党领袖。1882年抗英战争领导人。
生于下埃及扎加济格附近农村小地主家庭。早年深受哲马鲁丁·阿富汗尼思想的影响。曾求学于爱资哈尔大学。应征入伍后，升至上校，任开罗卫戍司令，1875年加入民族主义团体“青年埃及协会”。1879年在反对“欧洲人内阁”斗争中创立祖国党，主张埃及独立，增强军力，实行宪政。1881年1月和9月，曾两次领导起义，带领爱国官兵包围王宫，要求实施宪政。企图摆脱英、法对埃及的财政共管和政治控制。1882年2月，祖国党人组阁，出任陆军部长，采取解除外籍官员职务、没收逃亡地主财产等改革措施。7月，英军炮轰亚历山大港后，组成国防委员会代行政府职权，任总司令，领导埃及军民抵抗英军，多次击退英军。因王族动摇叛变，加之放松了东线的防守，9月开罗失守，失败后被捕，流放斯里兰卡。1901年获释回国。后在开罗去世。
他曾自稱“埃及的喬治·華盛頓”。